# پشت‌سنت‌لورینتس-پشت‌سنت‌ایمره
پِشت‌سِنت‌لورینتس-پشت‌سنت‌ایمره (به مجاری:  Pestszentlőrinc-Pestszentimre) ناحیهٔ ۱۸ از ۲۳ ناحیهٔ بوداپست در مجارستان است و ۳۸٫۶۰ کیلومتر مربع مساحت و ۱۰۱٬۷۳۸ نفر جمعیت دارد.

## خواهرخوانده
ردینگ، آلمان، آرتاشات، نسبار، بوزور، نین، کرواسی، سن نیکولا لا استرادا، Dąbrowa Tarnowska و بیله توشد خواهرخوانده‌های این ناحیه هستند.